# Леда і лебідь (Рубенс)
Леда і лебідь — картина фламандського художника Пітера Пауля Рубенса, який написав дві версії цієї теми. Першу завершено у 1601 році, а другу — у 1602 році.
Рубенс перебував під сильним впливом Мікеланджело, і обидві картини є варіаціями знаменитої втраченої картини Мікеланджело, яка відома за копіями та гравюрами. Він познайомився з його творчістю під час подорожі в Італію. Рубенс вирішив поїхати до Риму, щоб зробити копії картин і продовжити вивчення італійського мистецтва у провідних італійських художників епохи Відродження попереднього століття. У Римі він натрапив на версію картини Мікеланджело «Леда і лебідь». Рубенс зробив копію роботи Мікеланджело. Рубенс, імовірно, був знайомий із «Ледою» Мікеланджело. Його версія вважається прототипом для двох робіт Рубенса. «Леда» Рубенса 1601 року була створена за зразком "Леди " Мікеланджело. Розташування тіла дуже схоже, так само як і його вигин. Навіть розташування пальців дзеркальне. Точно так само лебідь пестить жінку.
Жіноча фігура в роботах Мікеланджело суттєво відрізняється від стилю Рубенса. Мікеланджело зазвичай зображував жінок у чоловічий спосіб. М'язи більш чітко окреслені, а тіла виглядають твердими. Тіло тонше. Волосся акуратно укладене. Пропорції тіла у Мікеланджело трохи перекошені. Жінки Рубенса мають плавні, округлі і набагато м'якші форми. Волосся дещо розпущене і не так укладене. Пропорції тіла здаються більш реалістичними на двох роботах Рубенса.
Хоча ці дві роботи Рубенса дуже схожі, вони все ж відрізняються. На першій картині мазки вільніші, вона не така детальна, менше пейзажу, немає складного головного убору, кольори приглушені, а завіси зелені. Картина 1601 року спочатку мала еліптичну форму, що обрізала лівий лікоть і частину правої ступні, як показали рентгенівські знімки. Сьогодні вона має прямокутний формат, як і картина 1602 року. На другій картині мазки точніші, більше деталей, чіткіший пейзаж на задньому плані, складний головний убір, яскравіші кольори, а драпірування — біле і червоне.
Поширеною темою епохи Відродження та бароко є жінки, яких викрадають або спокушають божества. Сюди входять Леда і лебідь у ролі Зевса, а також Європа, Антіопа та Даная. Багато зображень жінок, яких спокушають божества, показані в чуттєвій манері. Наприклад, картина Рубенса «Леда» дуже еротична. Леда зображена повністю оголеною, видно її сідниці та ліві груди. Лебідь ніжно торкається її тіла, притиснувши шию до грудей. Лебідь зображений як граціозна тварина, яка також може захоплювати.
Існує багато варіацій міфу про Леду та лебедя. Леду іноді називають Немезидою, а іноді вони є двома різними людьми. Леда була одружена з царем Спарти Тиндареєм. Вона мати кількох дітей, хоча найбільш відома тим, що народила Клітемнестру, Єлену, Поллукса та Кастора. Найпоширеніший міф стверджує, що Зевс перетворився на лебедя, щоб кохатися з Ледою. Деякі версії стверджують, що вона любила Зевса і бажала мати з ним сексуальні стосунки, тоді як інші стверджують, що вона була спокушена і тому не бажала. Тієї ж ночі вона також кохалася з Тиндареєм. Тоді Леда народила одночасно чотирьох дітей. Дві пари близнюків привели до того, що Єлена і Поллукс належали Зевсу, а Клітемнестра і Кастор належали Тіндарею. Хоча кожній парі приписують або Зевса, або Тиндарея, кожен чоловік вважається батьком усіх чотирьох дітей. Кастор і Поллукс називалися Діоскури, що означає «сини Зевса», хоча Кастор був смертним, тому що він був сином Тіндарея, а Поллукс був безсмертним, тому що він був сином Зевса.
За словами Гермеса у «Діалогах мертвих» Лукіана, Леда та її дочка Єлена Троянська є єдиними жінками, гідними титулу «красуні давнини». Зображення Рубенсом пишної фігури Леди, алебастрової шкіри та золотого волосся представляють тип «рубенської» жіночої фігури, якою він прославився.

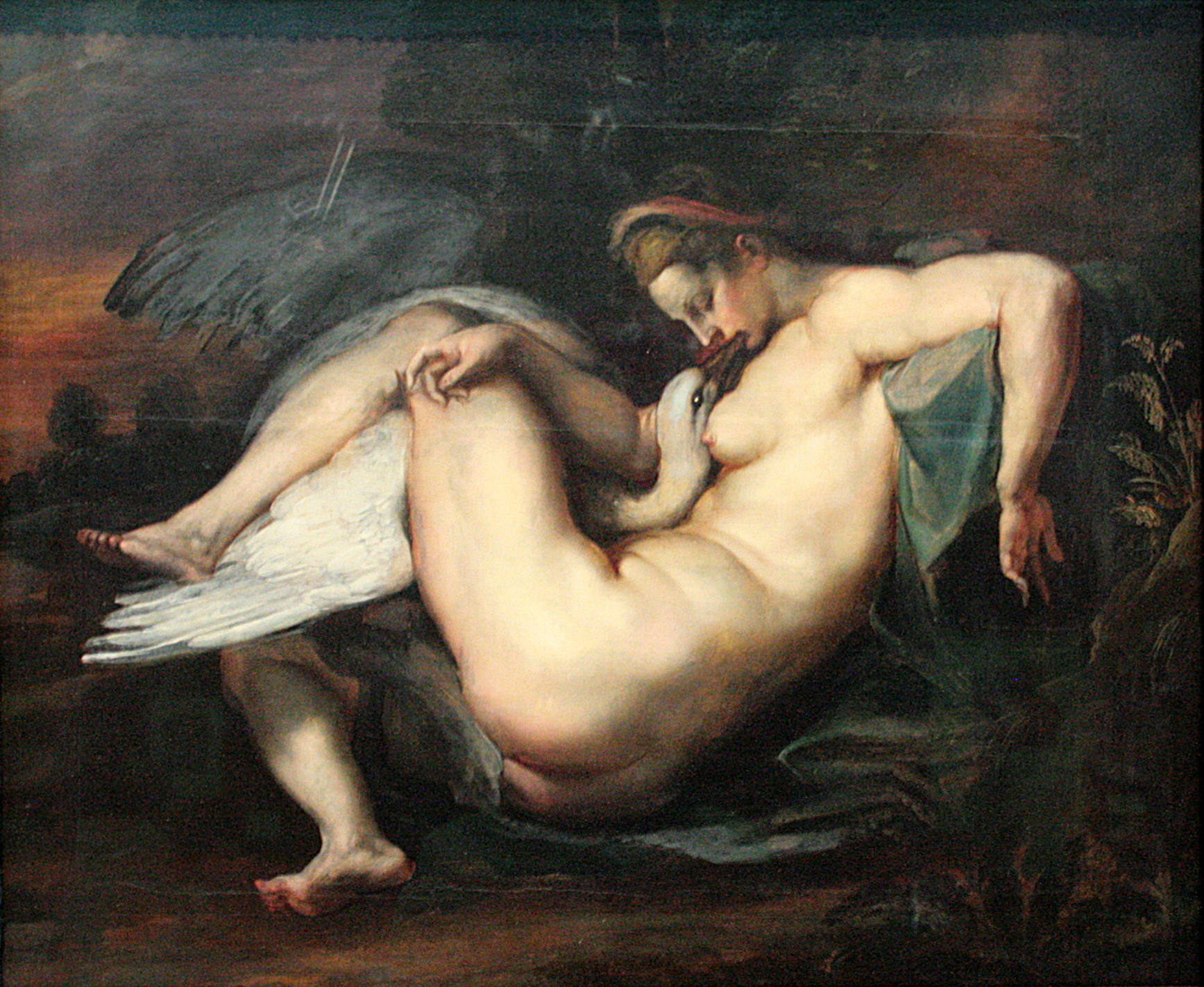
Леда і лебідь — 1-ша версія
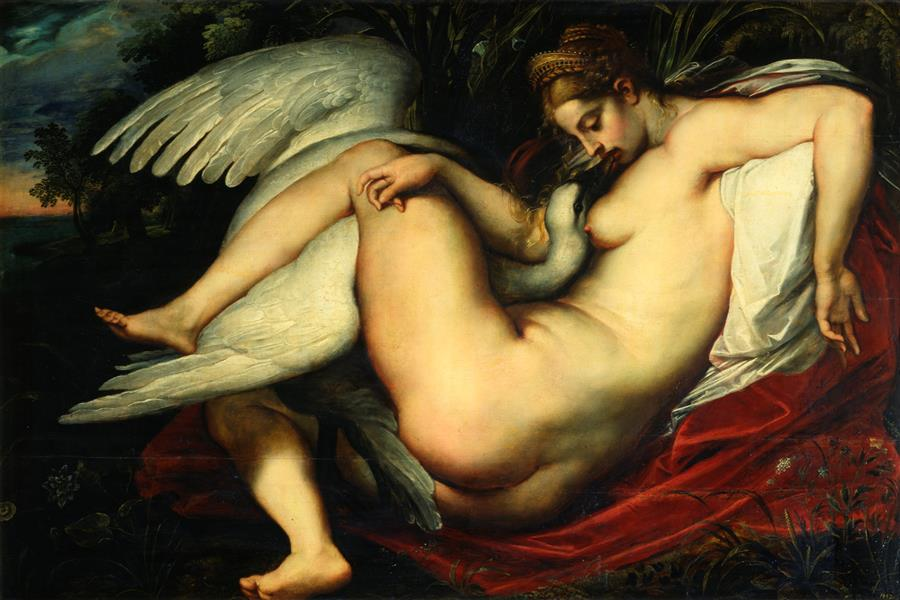
Леда і лебідь — 2-га версія (Галерея старих майстрів)
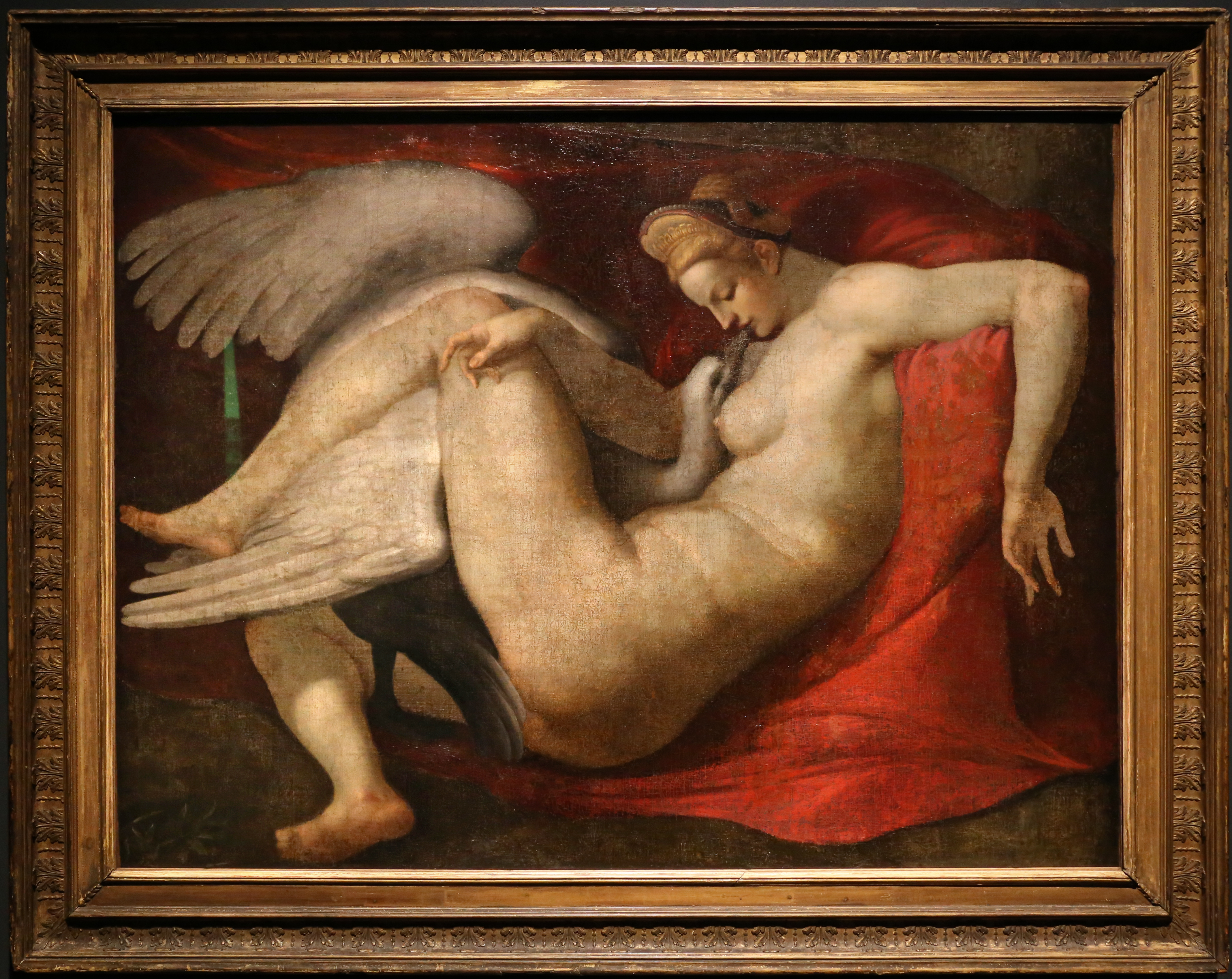
Леда і лебідь, копія XVI століття після втраченої картини Мікеланджело (Національна галерея, Лондон)